# Euphorbia turbiniformis
Euphorbia turbiniformis är en törelväxtart som beskrevs av Emilio Chiovenda. Euphorbia turbiniformis ingår i släktet törlar, och familjen törelväxter.
Artens utbredningsområde är Somalia. Inga underarter finns listade i Catalogue of Life.